# Хелен Келлер! Мюзикл
«Хелен Келлер! Мюзикл» (англ. Helen Keller! The Musical) — эпизод 414 (№ 61) сериала «Южный Парк», премьера которого состоялась 22 ноября 2000 года.

## Сюжет
Четвероклассники репетируют номер к «Феерии Дня Благодарения», пьесу «Чудо наяву» (англ. The Miracle Worker), историю Хелен Келлер, причём роль знаменитой слепоглухой девочки в ней должен играть Тимми. К ним прибегает Баттерс и заявляет, что представление детсадовцев — лучшее из всего, что ему доводилось видеть. Дети волнуются, что их выступление затмят детсадовцы, и решают попытаться сделать свою пьесу необычной. Картман соглашается переделать пьесу в мюзикл, и в итоге к помощи привлекают Джеффри Мэйнарда, игравшего главную роль в мюзикле «Отверженные», который не может сопротивляться искушению петь то, что обычные люди просто говорят. Большинство песен напоминает номера из «Отверженных». Дети решают к тому же заменить собаку Хелен на индюка, который будет развлекать публику цирковым выступлением.
Тимми помогает выбирать индюка и берёт индюка-инвалида, называя его Габблз. Кайл приносит его на репетицию, но не получает одобрения одноклассников. Все соглашаются, что индюк просто жалок, Джеффри Мэйнард приглашает тренированную индюшку Алицинию, и её тренер Ламонд сразу же заявляет, что с Габблзом она выступать не будет. Ламонд сообщает Картману, что «другой индюк» должен быть устранён, и Картман соглашается организовать Габблзу «несчастный случай».
Убийство индюка Картманом не удаётся, и Ламонд убеждает Тимми отпустить Габблза, говоря, что того убьют, если узнают, что им владеет умственно отсталый Тимми. Габблз бродит по городу, пока его не ловят работники фабрики по производству мясных изделий из индюшатины. Его с остальными индюшками оставляют в комнате с надписью «Наших индюшек убивают гуманно». Индюшки смотрят фильм, который неожиданно кончается; затем из стены появляется полотно пилы, которое проходит на уровне шей индюшек и отрезает им головы. Габблз же не способен поднять с пола голову, поэтому он остаётся жив и убегает. В то же время Тимми узнаёт правду, отправляется на поиски Габблза и спасает его от пуль Джимбо и компании охотников, загораживая птицу собой.
Поскольку Тимми уходит искать Габблза, роль Хелен Келлер получает Джеффри Мэйнард. Он начинает петь, несмотря на то, что Хелен Келлер не могла разговаривать. Услышав, что у детсадовцев будет пиротехника, Картман добавляет в пьесу лазерное шоу и фонтаны.
Сумев спасти Габблза, Тимми каким-то образом убеждает Джимбо пойти на школьный День Благодарения и застрелить там Алицинию в отместку за то, что её хозяин обманом заставил Тимми избавиться от индюка. Габблз выступает и в заключении пьесы прыгает через огненное кольцо, удивляя и впечатляя этим зрителей.
Мистер Гаррисон объявляет номер детсадовцев. Они, выйдя на сцену, поют короткую песню о первом Дне Благодарения, затем один из них, пугаясь взрыва петарды, убегает со сцены. Представление это длится около минуты и никого не впечатляет: Баттерс в каком-то смысле говорил правду, но преувеличил качество спектакля во много раз. Все четвероклассники злы на Баттерса оттого, что из-за него они прошли через множество трудностей: «Мы вкалывали чтобы обойти вот эту шнягу?!», делая выдающееся представление без какой-либо выгоды для себя, а тот восхищённо говорит: «Видели? У них даже лошадь была!»

## Смерть Кенни
Во время репетиции Картман пытается убить Габблза, сбросив на него осветительный фонарь, но фонарь случайно падает не на Габблза, а на Кенни. Мэйнард начинает петь патетичную песню о смерти, безвременно забравшей этого ребёнка, но все остальные глядят на него с удивлением.

## Пародии
- Сцена, когда после просмотра умиротворяющего ролика с видами природы, индюшкам отрезают головы, — пародия на фильм «Зелёный сойлент».
- Сцены, когда Баттерс бежит к остальным ребятам с новостями, пародируют фильм «The Right Stuff».
- Содержание мюзикла отсылает к рок-опере The Who о душевнобольном мальчике «Tommy» (1969).

## Факты
- Название эпизода — отсылка к сделанному Стоуном и Треем Паркером до начала производства «Южного Парка» фильму «Каннибал! Мюзикл» (англ. Cannibal! The Musical). Ещё одна отсылка — фальшивые бороды, которые мешают детям нормально произносить текст на репетициях: в DVD-комментарии Паркер и Стоун упоминают, что с этим же они столкнулись на съёмках «Каннибала».
- Этот эпизод - один из немногих, где Тимми выговаривает не только своё имя. Однако кроме "Тимми!" и "Габблз!", в эпизоде «Обратная сторона стероидов» Тимми произнёс "Джимми!", а в эпизоде «Тимми 2000» полностью выговорил название рок-группы, в которой выступал.
- Каким-то образом Тимми удаётся посвятить Джимбо в свой план. В других сериях показано, что речь Тимми может понять только Джимми.
- В DVD-комментариях Стоун сказал, что ему особенно нравится сцена, когда Картман пытается придумать идею для сценария и, закрывая глаза, видит страшные сцены — трупы, нацистские марши, хирургические операции (позже он добавляет: «Это та же обычная фигня, которую я всегда вижу, когда закрываю глаза»). Эта сцена была смонтирована Моникой Митчелл, продакшн-менеджером шоу, на основе указаний Паркера из множества видеофрагментов[1]. Это, возможно, является отсылкой к главному герою (Алексу) культового фильма Стэнли Кубрика «Заводной апельсин».
- Когда Картман сидит в кабинете и придумывает эту самую идею, на стене можно увидеть треугольничек с изображением коровы и надписью Cow Day, а на двери - постер Терренса и Филлипа. Первая надпись является отсылкой к эпизоду «Коровьи дни».
- Картман упоминает о том, как Тим Райс писал слова к «Призраку Оперы». На самом деле эти слова писали Чарльз Хёрт и Ричард Стилгоу.
- По сравнению с эпизодом «Тимми 2000» дом Тимми изменился, теперь там появился второй этаж.
- Когда Тимми, бросив Габблза, уезжает, видно сцену с маленьким мальчиком и его отцом, разговаривающих о покойной матери. Мужчина похож на односерийного персонажа из эпизода Возможно, который в свою очередь, попадает в ад.